# Trieces diffidens
Trieces diffidens är en stekelart som beskrevs av Henry Keith Townes, Jr. 1959. Trieces diffidens ingår i släktet Trieces och familjen brokparasitsteklar. Inga underarter finns listade i Catalogue of Life.